# Hinzert-Pölert
Hinzert-Pölert är en kommun i Landkreis Trier-Saarburg i förbundslandet Rheinland-Pfalz i Tyskland. Kommunen bildades 7 juni 1969 genom en sammanslagning av kommunerna Hinzert och Pölert.
Kommunen ingår i kommunalförbundet Verbandsgemeinde Hermeskeil tillsammans med ytterligare 12 kommuner.